# Parapriacanthus
Parapriacanthus is een geslacht van straalvinnige vissen uit de familie van bijlvissen (Pempheridae). Het geslacht is voor het eerst wetenschappelijk beschreven in 1870 door Steindachner.

## Soorten
- Parapriacanthus argenteus (von Bonde, 1923)
- Parapriacanthus darros Randall & Bogorodsky, 2016
- Parapriacanthus dispar (Herre, 1935)
- Parapriacanthus elongatus (McCulloch, 1911)
- Parapriacanthus guentheri (Klunzinger, 1871)
- Parapriacanthus kwazulu Randall & Bogorodsky, 2016
- Parapriacanthus marei Fourmanoir, 1971
- Parapriacanthus punctulatus Randall & Bogorodsky, 2016
- Parapriacanthus rahah Randall & Bogorodsky, 2016
- Parapriacanthus ransonneti Steindachner, 1870 – Indische glasvis
- Parapriacanthus sharm Randall & Bogorodsky, 2016